# Leopold I. (Seckau)

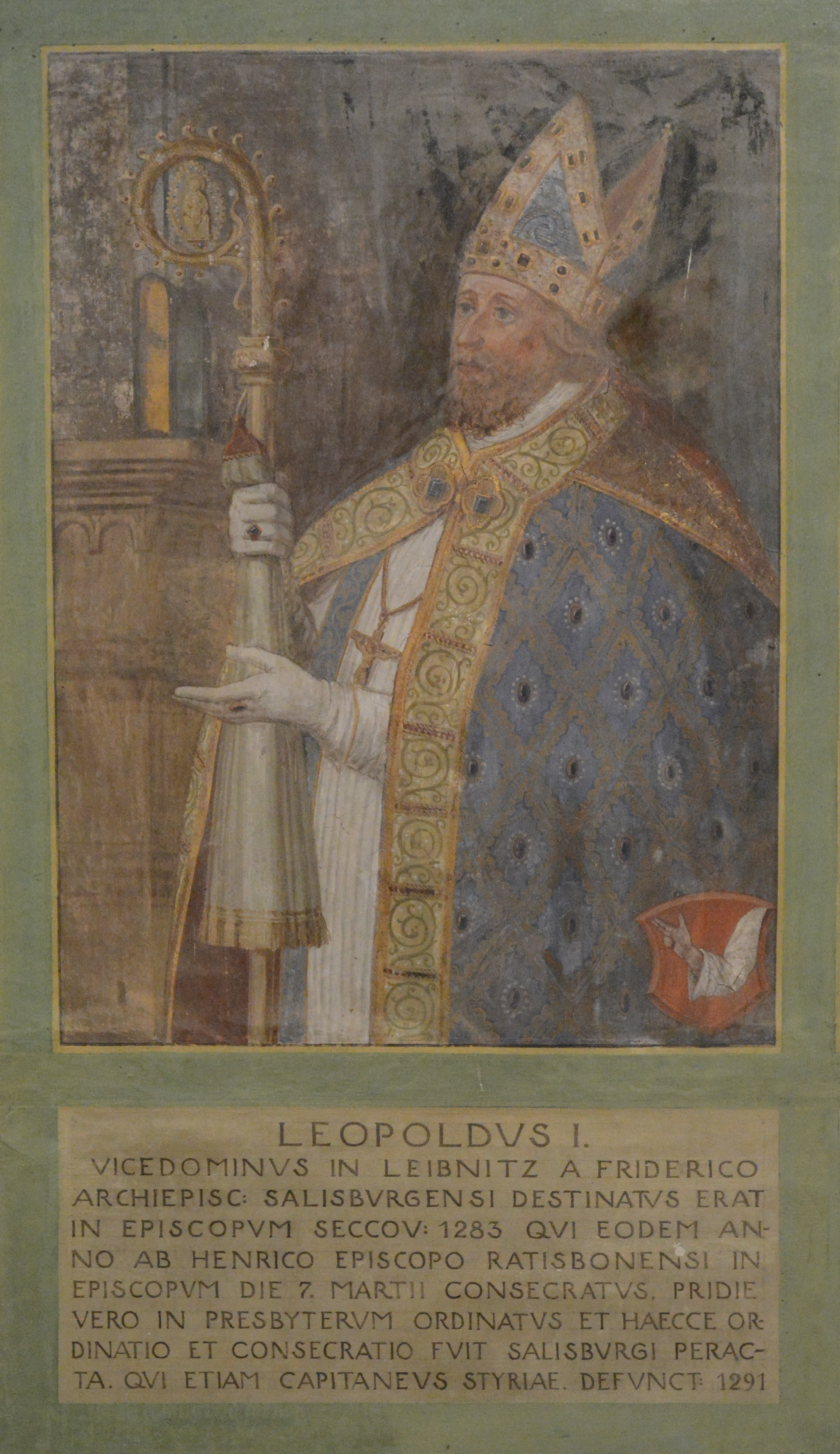
Halbfigurenportrait Bischof Leopold I., Basilika Seckau, Bischofskapelle (Darstellung um 1595)

Leopold I. († 13. oder 16. Dezember 1291 in Judenburg) war Bischof von Seckau.
Leopold war seit 1274 Pfarrer von St. Veit am Vogau, seit 1277 Vizedom von Leibnitz. 1283 wurde durch den Salzburger Erzbischof Friedrich von Walchen zum Bischof von Seckau ernannt, am 7. März 1283 erhielt er im Salzburger Dom die Bischofsweihe.
Leopold hatte zum neuen Salzburger Erzbischof Rudolf von Hoheneck zunächst ein gutes Verhältnis. Als sich Leopold jedoch weigerte, in dessen Auftrag das Interdikt über die Länder seines Landesherrn Herzog Albrecht I. zu verhängen, fiel er so sehr in Ungnade, dass der Erzbischof drohte, das Bistum Seckau aufzuheben, und eine Klage gegen Leopold anstrebte. Erst unter Rudolfs Nachfolger Konrad von Fohnsdorf entspannte sich die Lage.
Im Land Steiermark verfügte Leopold über hohen politischen Einfluss und wurde 1286 auf Vorschlag von Meinhard II. zum Landeshauptmann ernannt. In dieser Funktion vertrat Leopold zumeist die Interessen des steirischen Adels und stellte sich gegen Herzog Albrecht. 
1287 weihte Leopold die Johanneskapelle im Grazer Bischofshof, es ist die älteste bezeugte Kirchweihe in der steirischen Landeshauptstadt.    
Leopold verstarb auf dem Weg nach Salzburg und wurde wahrscheinlich in der Basilika Seckau beigesetzt. Seine Grabstätte ist nicht erhalten.